# Philippe Decouflé
Pour les articles homonymes, voir Decouflé.
Œuvres principales
Codex
 Cérémonies d'ouverture et de clôture des Jeux olympiques d'Albertville
Decodex
Shazam !
IIris
Philippe Decouflé, né le 22 octobre 1961 à Neuilly-sur-Seine, est un danseur et chorégraphe français de danse contemporaine. Chorégraphe populaire, devenu célèbre grâce à la mise en scène des cérémonies d'ouverture et de clôture des Jeux olympiques d'Albertville en 1992, il a constitué une compagnie de danse éclectique et inventive, rencontrant un grand succès auprès du public depuis les années 1990. Fortement influencé par le travail d'Alwin Nikolais, Decouflé crée des « spectacles totaux », qui incluent souvent, outre l'aspect chorégraphique, un travail important plastique (costumes, lumières, etc.) ainsi que le recours à la vidéo.

## Biographie
Fils d'André-Clément Decouflé et frère cadet de Pierre-François, Philippe Decouflé est formé à de nombreuses disciplines comme le mime avec Isaac Alvarez et le cirque avec Annie Fratellini. Il suit ensuite, notamment, l'enseignement de Merce Cunningham à New York  puis  d'Alwin Nikolais, au Centre national de danse contemporaine d'Angers (après avoir été recalé à l'audition d'entrée à l'École Mudra de Béjart) qui l'engage rapidement dans sa compagnie. 
Il crée sa propre compagnie en 1983, à Bagnolet : la compagnie DCA (Diversité, Camaraderie, Agilité), après avoir gagné le premier prix de chorégraphie du concours de Bagnolet. Cette même année il est interprète dans Délices, spectacle de Régine Chopinot. En 1986 il présente Codex, au festival d'Avignon alors dirigé par Alain Crombecque. Durant cette période il collabore comme chorégraphe avec le photographe et réalisateur Jean-Paul Goude sur différents projets publicitaires.    
Il a réalisé des Video Danse (La Voix des Légumes, Jump - en collaboration avec Charles Atlas, Caramba etc. ), clips (notamment pour le groupe New Order), courts-métrages (notamment Le P'tit Bal Perdu), ainsi que des publicités, dont celle pour Polaroïd, primée comme aux Cannes Lions en 1989. L'aspect visuel, décalé et même ludique, voire burlesque de sa danse, est un élément important de son style, il apporte à ses chorégraphies un côté humain, artisanal, poétique.  
En 1989, il est choisi pour chorégraphier La Danse des sabots, lors du défilé du bicentenaire de la Révolution française à Paris mis en scène par Jean-Paul Goude et présente Triton au festival d'Avignon. 
Fort de ces différents succès, Philippe Decouflé est retenu pour mettre en scène en 1992 les très remarquées cérémonies d'ouverture et de clôture des Jeux olympiques d'Albertville avec le costumier Philippe Guillotel, qui lui donneront une renommée internationale. 
En 1993, la compagnie DCA s'installe à la Chaufferie à Saint-Denis dans une ancienne usine réhabilitée à cet effet, et qui depuis est son lieu de résidence, et parfois de représentations. En 1993, son court métrage Le P'tit Bal, avec Pascale Houbin, rencontre un grand succès critique. Il crée ensuite une série de pièces qui rencontrent un très grand succès, en France et à l'étranger : Petites Pièces Montées (1993), Decodex (1995), Shazam (1997), puis une nouvelle version de Triton, Triton 2ter (1998) présentée en 1998 sous chapiteau pendant plusieurs semaines au Franc-Moisin, quartier de Saint Denis situé en face du Stade de France fraichement inauguré à l'occasion de la Coupe du Monde de football. 
En 1999, il réalise les habillages des pubs pour France 2 montrant différentes chorégraphies. 
Au début des années 2000 il met en scène la promotion du Centre National des Arts du Cirque dans Cyrk 13 (2001), puis crée Iris, au Japon (2003) suivi de IIris (2005), met en scène les danseurs du Ballet de l'Opéra de Lyon dans Tricodex (2004), crée Sombrero (2007) ainsi qu'un projet autour du new burlesque, Cœurs Croisés (2007/2008). 
Parallèlement à ses spectacles il présente en 2006, à la Villette, à l'occasion des Journées européennes du patrimoine, L'Autre Défilé destiné à valoriser les collections des costumes de scène de la Comédie-Française et de l'Opéra de Paris avec des amateurs. En 2007  il conçoit et présente dans les rues de Saint Denis, où sa compagnie est toujours installée, La Mêlée des mondes, regroupant un millier de joyeux habitants/défilants issus d'associations sportives et artistiques. Philippe Decouflé signe ensuite la revue Désirs présentée au Crazy Horse à Paris, dès 2009, dans laquelle il revisite les codes du strip-tease et du spectacle érotique en y incorporant ses travaux sur la vidéo. 
De 2010 à 2016, il sera artiste associé au Théâtre national de Bretagne où il crée Octopus (2010) Panorama (2012), Contact (2014), ainsi que des performances et projets in situ.  
En parallèle  il signe en 2011 Iris (sans lien avec le spectacle Iris de 2003) pour le Cirque du Soleil, spectacle permanent sur le thème du cinéma joué au Kodak Theater (Los Angeles). En 2012, il investit la Grande Halle de la Villette pendant six semaines pour y présenter notamment Opticon, une exposition d'installations interactives autour du thème de l'optique, à mi-chemin entre l'art contemporain et l'entresort forain. Deux spectacles sont également présentés (Solo, Panorama) ainsi qu'une rétrospective (films, costumes, photographies etc.) En 2015, Philippe Decouflé est invité par la Philharmonie de Paris (tout récemment inaugurée) à l'occasion de l'exposition Bowie is… à mettre en scène et chorégraphier un hommage à l'œuvre de David Bowie lors d'un concert/performance (Wiebo). En 2016, il est le premier metteur en scène français à présenter un spectacle « On Broadway », Paramour (Cirque du Soleil). Cette même année, il met en scène Watashi Wa Shingo, adaptation pour la scène du manga du même nom de Kazuo Umezu.
De retour en France, en 2017 il  crée à la Coursive (La Rochelle) Nouvelles Pièces Courtes et  est choisi comme artiste associé à Chaillot, Théâtre National de la Danse pour trois ans. La même année, il réalisa la chorégraphie de la comédie musicale Jeannette, l'enfance de Jeanne d'Arc de Bruno Dumont. 
Il conçoit en 2019 pour Chaillot un projet spécial, Tout Doit Disparaitre dans lequel il invite le spectateur à une visite loufoque de ce lieu monumental, du parvis jusqu’aux salles Jean Vilar et Firmin Gémier, en passant par les escaliers et des recoins inconnus, avec quarante danseurs, comédiens et acrobates, dix musiciens et compositeurs, une équipe technique fidèle et fait défiler trente-cinq ans de vie de compagnie.
Cette même année, à l'invitation de l'Espace Malraux (Chambéry) il réalise un court métrage, les Vivaldis, premier volet d'une série de projets de danses dans la nature. 
Il décide en 2021 de remonter Shazam (Version 2.0.2.1) avec la plupart des interprètes d'origine, rejoints par d'autres à qui la pièce a été transmise.
En 2022, il présente une nouvelle pièce, Stereo, à mi-chemin entre le spectacle de danse et le concert de rock, en ouverture du festival Montpellier Danse, qui part ensuite en tournée.  

## Filiation et caractéristiques artistiques
L'influence théorique de Merce Cunningham sur le travail de Philippe Découflé, comme sur celui de très nombreux chorégraphes contemporains, réside dans l'idée que tout mouvement a une valeur égale. Cependant, c'est principalement en ayant travaillé auprès d'Alwin Nikolais qu'il trouve ses sources d'inspiration, notamment dans l'utilisation de différentes techniques multimédias ou la volonté de créer des spectacles tant tot mettant sur le même plan danse, scénographie, techniques et musiques,. L'aspect technique de sa danse est marqué par l'enseignement de Peter Goss. L'univers circassien de certains de ses spectacles trouve ses origines dans sa formation auprès d'Annie Fratellini et de la parenté revendiquée par Decouflé avec le travail de son maître, le mime Isaac Alvarez. 
Enfin, il est à noter une grande influence du travail de Régine Chopinot, notamment de la pièce Rossignol (1985) créée à Angers, dans la « réinvention » du corps des interprètes passant par des prolongations (costumes allongeant les membres, la tête, etc.) du corps des danseurs, ou une contrainte (immobilisation d'une partie du corps, utilisation de prothèses, d'élastiques pour conquérir la troisième dimension...) qui obligent les interprètes à modifier leurs mouvements et attitudes. La collaboration avec le costumier Philippe Guillotel et le scénographe Jean Rabasse qui crée les objets et machines insolites et ludiques des spectacles de Decouflé n'est pas sans rappeler celle de Chopinot avec Jean Paul Gaultier durant dix ans. Le cinéma est également une influence majeure de son travail.

## Principales créations
- 1982 : La Voix des légumes
- 1983 : Vague café
- 1984 : Jump
- 1986 : Caramba
- 1986 : Codex

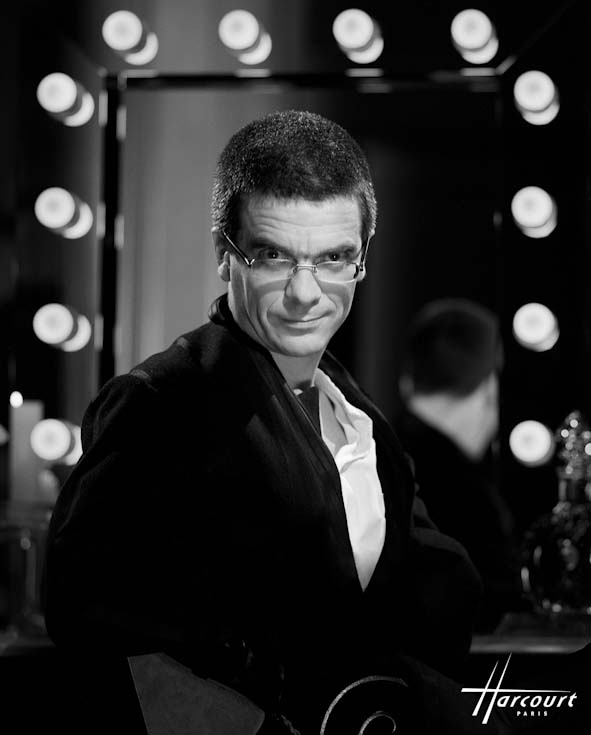
Philippe Decouflé en 2006 (photo studio Harcourt).

- 1987 : clip de True Faith du groupe New Order
- 1988 : Technicolor
- 1990 : Triton
- 1992 : Cérémonies d'ouverture et de clôture des Jeux olympiques d'Albertville.
- 1993 : Petites Pièces montées
- 1993 : Le P'tit Bal perdu[9], court-métrage sur la chanson C'était bien de Bourvil, devenu en 2006 le générique de l'émission Des mots de minuit[Quoi ?]
- 1995 : Decodex
- 1998 : Abracadabra devenu Shazam !
- 1999 : Triton 2ter, reprise du spectacle Triton, conçu avec une nouvelle équipe de danseurs acrobates[10]
- 2001 : Cyrk 13 (avec les étudiants de la 13e promotion du Centre national des arts du cirque)
- 2003 : Iris (Commande du Festival international des arts de Kanagawa)
- 2003 : Solo
- 2004 : IIris (évolution de Iris)
- 2006 : Sombrero (par la suite devenu Sombreros)
- 2007 : Cœurs croisés (créé dans la cour d'Orléans du Palais-Royal dans le cadre du Festival Paris quartier d'été[11])
- 2007 : La Mêlée des mondes (parade d'ouverture à Saint Denis de la Coupe du monde de rugby 2007)
- 2009 : Désirs (revue du Crazy Horse de Paris)
- 2010 : Octopus (sur une musique de  Nosfell et Pierre Le Bourgeois[12])
- 2011 : Iris (production du Cirque du Soleil, joué au Kodak Theater de Los Angeles)
- 2011 : Swimming Poules & Flying Coqs, un tragique ballet nautique pour plongeurs inexpérimentés (performance, Piscine Saint Georges, festival Mettre en scène, Rennes)
- 2012 : Panorama[13] - projet Opticon (exposition installations video)
- 2013 : Entrée interdite (performance, Théâtre de la Cité internationale)
- 2013 : Duchamp mis à nu par sa célibataire, même (lecture de la correspondance de Marcel Duchamp avec son ami Henri-Pierre Roché, qui couvre la période de 1922 à 1952)[14], repris au Rond Point l'année suivante.
- 2014 : Contact (comédie musicale, sur une musique de Nosfell et Pierre Le Bourgeois[15],[16],[17])
- 2015 : Wiebo (concert/ performance en hommage à David Bowie, commande de la Philharmonie de Paris)
- 2016 : Paramour, production du Cirque du Soleil (New York)
- 2016 : Courtepointe (performance, Théâtre national de Bretagne, Rennes)
- 2016 : Watashi Wa Shingo (adaptation du manga de Kazuo Umezu pour Horipro, production de la Kanagawa Arts Foundation, Yokohama)
- 2017 : Nouvelles Pièces courtes
- 2019 : Les Vivaldis (court-métrage)
- 2021 : Shazam, Version 2.0.2.1
- 2022 : Stéréo
- 2025 : Entre-Temps[18]